# Llavor podrida
Llavor podrida (títol original en francès: Mauvaise Graine) és una pel·lícula francesa dirigida per Billy Wilder i Alexandre Esway, estrenada el 1934. Ha estat doblada al català.

## Argument
A Henri Pasquier, fill de bona família, el seu pare, un metge respectable desitja posar-lo a treballar i li retira el seu luxós cotxe. Però ell s'incorpora a una banda de lladres d'automòbils i simpatitza amb els joves membres d'aquesta, sobretot Jean La Cravate, l'amic que l'acull, i la germana d'aquest, Jeannette, de qui s'enamora. Però el cap de la banda no aprecia que exigeixi per a ell i els seus amics un augment de la part del pastís, i prova de suprimir-lo confiant-li un cotxe sabotejat. Després d'una persecució amb els gendarmes i un accident del qual surt indemne amb la seva amiga, Henri decideix anar-se'n de França per refer la seva vida amb ella "a les colònies". Intenta convèncer Jean d'acompanyar-los, però aquest mor a comseqüència de l'acció de la policia que, malgrat els esforços del pare d'Henri, ha descobert el garatge clandestí. Henri i Jeannette marxen finalment amb la benedicció d'aquest últim.

## Repartiment
- Pierre Mingand: Henri Pasquier
- Danielle Darrieux: Jeannette
- Raymond Galle: Jean « la cravate », el germà de Jeannette
- Jean Wall: el « Zébre »
- Gaby Héritier: Gaby
- Michel Duran: el cap de la banda
- Paul Velsa: L'home dels cacauets
- Marcel Maupi: L'home del barret panamà
- Georges Malkine: el secretària
- Paul Escoffier: El Doctor Pasquier, pare d'Henri
- Georges Cahuzac: el senyor

## Al voltant de la pel·lícula
- La pujada de Hitler al poder empenyerà Billy Wilder, d'origen jueu, a exiliar-se. L'endemà de l'incendi del Reichstag, ven tot el que té, deixa Berlín i s'exilia a París.[3] Wilder, que havia escrit els guions d'una dotzena de pel·lícules a Alemanya, té problemes amb els seus guions escrits a França.[3] Parla el francès i, malgrat les dificultats,[4] corealitzarà amb Alexandre Esway el seu primer film.[3]
- Mauvaise Graine en principi era una comèdia que es transformarà en pel·lícula d'acció[5] barrejant tocs de veritat, codis de la paròdia i clixés de la pel·lícula d'aventures.[6]
Wilder roda en decorats naturals i la pel·lícula té un valor i «una real bellesa en l'aspecte documental ».[6] Filma algunes escenes a la plaça de la Concorde, al bosc de Boulogne[7] i la manera com filma París anuncia els mètodes dels realitzadors de la Nouvelle Vague.[6] Les escena de platja han estat rodades a L'Illa-Adam.
Wilder testimoniarà: «No recordo com hem trobat els diners. Era una mica en el gènere cinema-veritat com I Vitelloni que roben cotxes. »[8]
- Wilder dirigeix, en la que serà la seva única pel·lícula francesa, una molt jove actriu de setze anys, Danielle Darrieux.
Seguirà aviat l'exemple dels seus herois de Maivaise Graine , marxarà de França i embarcarà cap a Amèrica[4] per a la carrera que se li coneix.

## Crítica
| «                                            | Els personatges principals no eludeixen un cert ensopiment, a excepció de Danielle Darrieux, l'encant del qual és inoblidable. La seva entrada en escena fa encara tremolar, sobretot quan la liberalització de la censura ens priva de les delícies del suggeriment: la càmera revela progressivament un vestit de vellut, amb muscleres i maniguets de pell, guants-fundes negres que farien empal·lidir Gilda, i una boina sàviament inclinada sobre una cara de porcellana. L'estrella és una joia treta de la seva arca. | » |
| — Jerome Jacobs, Billy Wilder, Rivage/Cinema | |   |